# Johannes Wienholtz
Johannes Wienholtz, auch Johann, (* 5. Mai 1864 in Aurich; † 16. Dezember 1952 ebenda) war ein deutscher Politiker (DHP).

## Leben
Wienholtz besuchte die Baugewerbeschule in Nienburg/Weser und erlernte im Anschluss das Tischlerhandwerk. Er bestand die Meisterprüfung, war Hausbesitzer und als Tischlermeister Inhaber einer Zimmerei und Tischlerei in Aurich. Daneben war er Mitglied der Handwerkskammer, Obermeister der Tischlerinnung und von 1914 bis 1922 Vorsitzender der Ortsgruppe des Nordwestdeutschen Handwerkerbundes. Ferner war er Mitglied des Verbandes ostfriesischer Einzelhändler und der Schutzgemeinschaft für Handel und Gewerbe mit Sitz in Braunschweig.
Neben seiner beruflichen Tätigkeit und seinen berufsständischen Funktionen war er Brandmeister in Aurich und seit 1915 Bezirksarmenvorsteher.
Wienholtz trat in die Deutsch-Hannoversche Partei (DHP) ein und war von 1909 bis 1912 sowie von 1914 bis 1921 Bürgervorsteher in Aurich. Im Februar 1921 wurde er über den Wahlkreis 14 (Weser-Ems) als Abgeordneter in den Preußischen Landtag gewählt. Im Parlament war er bis zum 21. Mai 1924 ständiger Gast der Zentrum-Fraktion, danach bis zum Ende der Legislaturperiode fraktionsloser Abgeordneter.